# Le avventure di Charlie Chan
Le avventure di Charlie Chan (The New Adventures of Charlie Chan) è una serie televisiva statunitense e britannica in 39 episodi trasmessi per la prima volta nel corso di una sola stagione dal 1957 al 1958.
È una serie del genere giallo incentrata sulle indagini del detective dalle origini asiatiche Charlie Chan, personaggio creato da Earl Derr Biggers nel 1925 protagonista anche di diverse decine di film della Century Fox e di una serie animata, Il clan di Charlie Chan (1972). Charlie Chan è interpretato da J. Carrol Naish che aveva ricoperto il ruolo di Tom Holt nel film della saga cinematografica di Charlie Chan intitolato Il terrore del circo (1936).
La serie è una coproduzione tra la britannica ITC Entertainment e la statunitense Television Programs of America (tramite la Vision Productions).

## Trama
Charlie Chan è un detective privato che affronta vari casi in giro per il mondo con l'aiuto del figlio Barry. Chan è un investigatore che si rifà a quelli che lui denomina "i sette fiori", ossia qualità come la pazienza, la cortesia e la prudenza che diventano i suoi punti di forza grazie ai quali riesce a sciogliere la matassa di misteri che inizialmente sembrano irrisolvibili. Egli qualche volta aiuta gli investigatori della polizia di Londra, in particolare gli ispettori Marlowe e Duff.

## Personaggi e interpreti
- Charlie Chan (39 episodi, 1957-1958), interpretato da J. Carrol Naish.
- Barry Chan (37 episodi, 1957-1958), interpretato da James Hong.
- Ispettore Duff (6 episodi, 1957-1958), interpretato da Rupert Davies.
- Ispettore Rietti (4 episodi, 1957-1958), interpretato da Arthur Gomez.
- Ispettore Marlowe (3 episodi, 1957-1958), interpretato da Hugh Williams.

## Produzione
La serie fu prodotta da Vision Productions e Incorporated Television Company e Television Programs of America Le musiche furono composte da Emil Newman.

### Registi
Tra i registi sono accreditati:
- Leslie Arliss in 15 episodi (1957-1958)
- Don Chaffey in 13 episodi (1957-1958)
- Charles Bennett in 4 episodi (1957-1958)
- Charles F. Haas in 3 episodi (1957)
- Alvin Rakoff in 2 episodi (1957)

### Sceneggiatori
Tra gli sceneggiatori sono accreditati:
- Earl Derr Biggers in 39 episodi (1957-1958)
- Richard Grey in 7 episodi (1957-1958)
- Brock Williams in 6 episodi (1957-1958)
- Lee Erwin in 5 episodi (1957-1958)
- John K. Butler in 3 episodi (1957-1958)
- Jerry Sackheim in 3 episodi (1957-1958)
- Hendrik Vollaerts in 3 episodi (1958)
- Terence Maples in 2 episodi (1957-1958)
- Sam Neuman in 2 episodi (1957-1958)
- Tony Barrett in 2 episodi (1957)
- Robert Leslie Bellem in 2 episodi (1957)
- Sidney Marshall in 2 episodi (1957)
- Jan Leman in 2 episodi (1958)
- Ted Thomas in 2 episodi (1958)

## Distribuzione
La serie fu trasmessa negli Stati Uniti dal 9 agosto 1957 al 17 maggio 1958 in syndication e nel Regno Unito su Independent Television. In Italia è stata trasmessa con il titolo Le avventure di Charlie Chan.

## Episodi
| Stagione       | Episodi | Prima TV USA |
| -------------- | ------- | ------------ |
| Prima stagione | 39      | 1957-1958    |